# Кен Бернс
Кеннет Лорін Бернс (англ. Kenneth Lauren Burns, нар. 29 липня 1953) — американський кінорежисер та продюсер документальних фільмів. Найвідоміші стрічки: «Громадянська війна» (1990), серіал «Бейсбол» (1994), серіал «Джаз» (2001), «Війна» (2007), «Національні парки: найкраща американська ідея» (2009), «Сухий закон» (2011), «Центральний парк № 5» (2012), «Рузвельти» (2014).
Фільми Бернса двічі номінувалися на Оскар та тричі здобували «Еммі».

## Біографія
Кен Бернс народився 29 липня 1953 року в родині Роберта Кайла Бернса, що на той час студіював культурну антропологію в Колумбійському університеті, та Лілі Сміт Бернс (до шлюбу Таппер), що працювала біотехнологом. На офіційному сайті Бернса місце його народження — Бруклін, Нью-Йорк, водночас інші джерела називають також Енн-Арбор, штат Мічиган, а «The New York Times» наводить обидва варіанти.
Родина Бернсів часто переїжджала. Коли Бернсу було три роки, у його матері виявили рак молочної залози, а через вісім років вона померла. Рання смерть матері безперечно вплинула на кар'єру майбутнього режисера. Навчившись в ранньому дитинстві читати, Кен вивчив родинну енциклопедію, при цьбому історичні оповіді приваблювали його більше, ніж вигадані історії. На сімнадцятиріччя Кен Бернс обержав 8-міліметрову кінокамеру і зняв свій перший документальний фільм про фабрику в Енн-Арбор. 1971 року він закінчив школу Відмовившись від скороченого курсу навчання в Мічиганському університеті, Бернс поступив у коледж у Амгерсті, штат Массачусетс, в якому навчання велося за альтернативною програмою: студенти складали іспити в усній, а не в письмовій формі, та самостійно складали свою програму навчання замість традиційного вибору спеціалізації. Для оплати навчання Бернс працював у музичному магазині. Бернс навчався у таких відомих операторів, як Джером Ліблінг та Елані Мейс.
1975 року Бернс отримав ступінь бакалавра мистецтв з кінематографії та дизайну. Після закінчення коледжу 22-річний Бернс разом з двома однокурсниками заснував у Волполі, штат Нью-Гемпшир, компанію «Florentine Films».
Він працював кінооператором на BBC, для італійського телебачення та інших компаній, а 1977 року, після декількох документальних короткометражок, взявся за екранізацію книги Девіда Маккалоу «The Great Bridge», присвяченої будівництву Бруклінського мосту. У цьому повнометражному фільмі вперше проявився характерний стиль Бернса, а стрічка була номінована на «Оскар» за 1981 рік в категорії «Найкращий документальний повнометражний фільм». У США фільм демонструвався на Public Broadcasting Service (PBS).
З 1989 року він працював разом з Лінном Новаком, з яким було створено декілька наступних документальних фільмів. 1990 року глядачі і критики захоплено зустріли 11-ти годинний фільм Бернса «Громадянська війна» про чотири роки Громадянської війни у США. Загалом це фільм був відзначений 14 нагородами. 1994 року Бернс досяг нового успіху з документальним серіалом «Історія бейсболу» (18 годин ефіру). Цей документальний фільм мав рекордну аудиторію, що становила 45 млн телеглядачів. Через три роки, 1997 року, з'явився новий фільм Бернса «Люїс і Кларк» про першу експедицію на американський Захід, який мав не менший успіх, ніж «Історія бейсболу». У наступні роки Бернс створив чимало документальних фільмів, присвячений американський культурі: про джаз (20 годин), про перший автопробіг через США, про життя і творчість Марка Твена та про кар'єру першого темношкірого американського боксера Джека Джонса. 2007 року Бернс презентував свій новий фільм «Війна», присвячений Другій світовій війні. 14-ти годинний фільм було зроблено з перспективи безпосередніх учасників війни, а також на прикладі щоденного життя в час війни чотирьох невеликих американських міст. Фільм Війна було представлено на Каннському кінофестивалі 2007 року. Останнім великим успіхом Бернса став його фільм «Рузвельти», що з'явився на екранах 2014 року.
2011 року Кен Бернс був обраний в Американську академію мистецтв і наук.

## Ефект Кена Бернса
У своїх фільмах Кен Бернс часто вдавався до спеціальної техніки демонстрації історичних фотографій, використовуючи повільний рух камери, ефект зуму окремих деталей світлини та накладання кількох фото у формі діашоу. Сукупність цих прийомів, що сьогодні стали стандартними для документальних фільмів, називають ефектом Кена Бернса. Використання ефекту Кена Бернса не обмежувалося лише історичною тематикою, його вдало було використано у документальних фільмах про природу, про астрономію.
Перевага ефекту Кена Бернса у порівнянні з послідовною демонтстрацією нерухомих зображень, яку практикували в минулому, полягає в динамічності та видовищності показу статичного матеріалу, авторові фільму вдається таким чином скеровувати увагу глядача в бажаному напрямку.
Ефект Кена Бернса спершу досягався механічним способом за допомогою спеціальних камер (Рострум-камера). Нині цього ефекту можна досягти завдяки використанню різноманітних комп'ютерних програм обробки фото- та відеоматеріалу.

## Фільмографія
- 1981: Brooklyn Bridge — номіновано на Оскар
- 1984: The Shakers: Hands to Work, Hearts to God
- 1985: The Statue of Liberty — номіновано на Оскар та Еммі
- 1985: Huey Long
- 1988: Thomas Hart Benton
- 1988: The Congress
- 1990: The Civil War — відзначено Еммі
- 1991: Empire of the Air: The Men Who Made Radio — номіновано на Еммі
- 1994: Baseball — відзначено Еммі
- 1996: The West
- 1997: Thomas Jefferson
- 1997: Lewis & Clark: The Journey of the Corps of Discovery
- 1998: Frank Lloyd Wright
- 1999: Not for Ourselves Alone: The Story of Elizabeth Cady Stanton & Susan B. Anthony
- 2001: Jazz — номіновано на Еммі
- 2001: Mark Twain
- 2003: Horatio's Drive: America's First Road Trip
- 2004: Unforgivable Blackness: The Rise and Fall of Jack Johnson — відзначено Еммі
- 2006: The War
- 2009: America's best Idea: Our National Parks
- 2010: The Tenth Inning (продовження серіалу Baseball)
- 2011: Prohibition (про заборону алкоголю в США)
- 2012: The Dust Bowl
- 2013: Yosemite: A Gathering of Spirit
- 2014: Roosevelt family
- 2015: Jackie Robinson
- 2016: Vietnam War